# إدوارد مولر (متزحلق)
إدوارد مولر هو متزحلق سويسري، (و. 1912 – 1969 م).

## وصلات خارجية
- إدوارد مولر على موقع أوليمبيديا (الإنجليزية)